# Öretjärnen (Offerdals socken, Jämtland, 706500-140592)
Öretjärnen är en sjö i Krokoms kommun i Jämtland och ingår i Indalsälvens huvudavrinningsområde.